# 伊丹駅 (阪急)
伊丹駅（いたみえき）は、兵庫県伊丹市西台一丁目にある、阪急電鉄伊丹線の駅。伊丹線の終着駅である。駅番号はHK-20。

## 概要
伊丹市街地の中心に位置し、特に古くからの市街地区域の西側に位置する。JR西日本の伊丹駅が東側に約750mほどの場所に位置する。このため、旧市街を挟む形で両者の駅が存在している。
伊丹市内から大阪・京都・神戸方面へアクセスする鉄道として重要な存在である。
JR西日本の伊丹駅（JR宝塚線）とは競合関係にあるが、輸送障害時には振替代行輸送が行われるなど、協力関係もある。
阪急神戸本線の開業と同時に当駅も開業した。これは神戸本線が当初伊丹経由で大阪と神戸を結ぶ予定だったものが、現在の塚口駅 (阪急)を通過する南寄りのルートを取ることになったため、代替措置として伊丹線が建設されたためである。詳しくは、 伊丹線の項目を参照されたい。
1995年1月17日に発生した阪神・淡路大震災（以下「震災」）で甚大な被害を受け、かつての駅舎は倒壊した。その後約4年をかけて復興され、駅ビルにホームがある現在の構造となった。

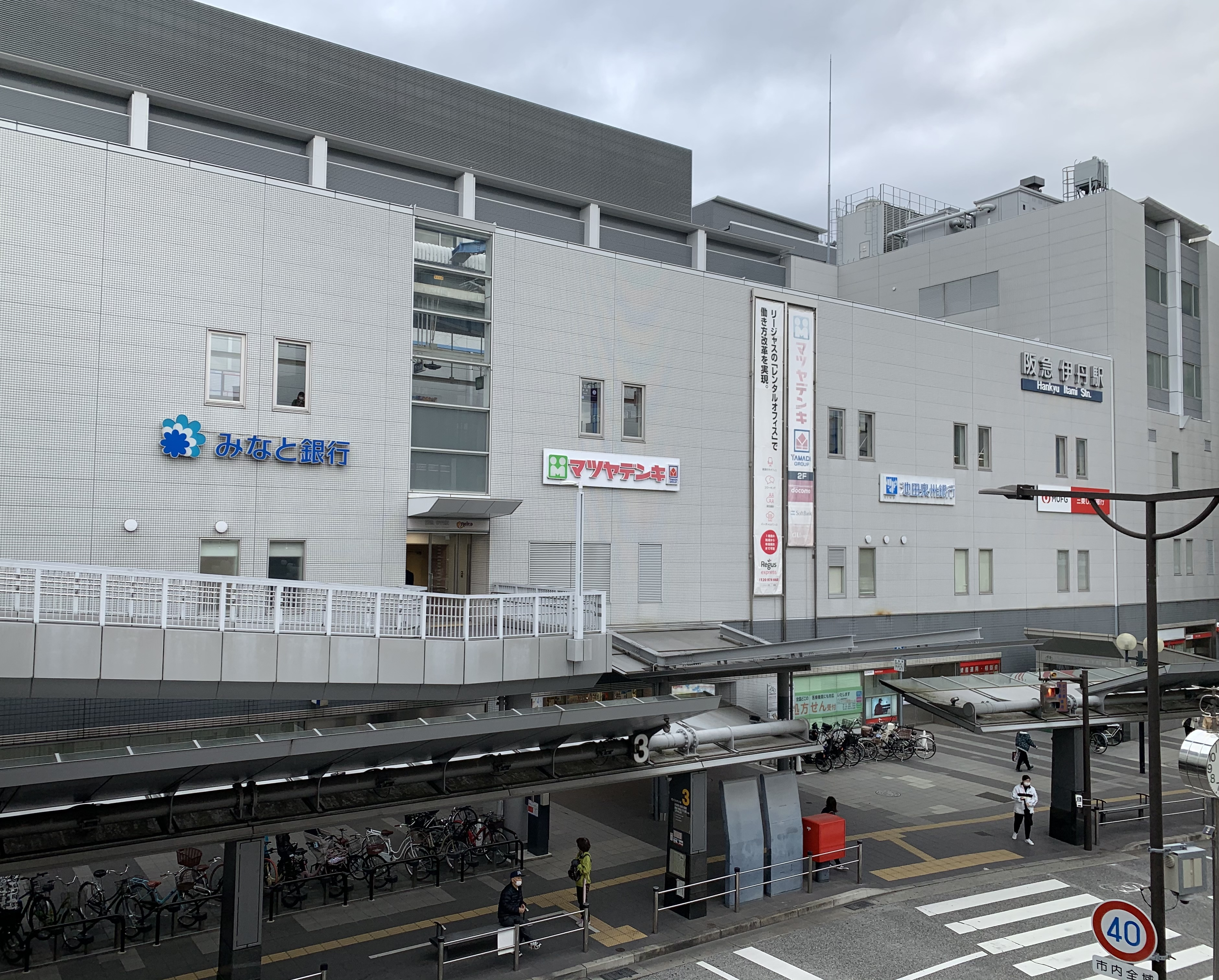
駅ビル（Reita）を、東側から見た様子

## 歴史
- 1920年（大正9年）7月16日：阪神急行電鉄（現在の阪急電鉄）伊丹線開業により終着駅として設置[4]。当時の駅は現在の中央4丁目（現在地より約150メートル南東）に位置し、ホーム1面2線、西側に側線を持っていたが、改札口は北向きで市道に面しており、単純な延長はできなかった。
- 1967年（昭和42年）7月25日：高架化工事着工[5]。
- 1968年（昭和43年）11月9日：高架化。同時に旧駅から現在地（旧・日本生命グラウンド跡地）に移転。[4]。
- 1995年（平成7年）
  - 1月17日：阪神・淡路大震災で駅が被災し、新伊丹駅 - 当駅間が不通に[3]。
  - 3月11日：当駅の400メートル南に仮駅を設置[3]。
- 1998年（平成10年）
  - 11月20日：伊丹駅ビルが『Reita（リータ）』として再建[2]。
  - 11月21日：仮駅から『Reita（リータ）』3階に移転[2]。
- 2013年（平成25年）12月21日：駅ナンバリング導入。

- 1940年頃の阪急伊丹駅前の様子
- 移転を控える1967年頃の駅前

## 駅構造
頭端式ホーム1面2線を有する高架駅。地上5階建ての駅ビル「Reita（リータ）」の3階部分にプラットホームがある。
震災で倒壊した当駅の再建にあたっては、バリアフリーを考慮した工夫が随所に取り入れられた。改札口とホームが同一フロアにあり、スロープで連絡しているのもその一つである。この点が評価され、第1回近畿の駅百選に選定されている。

### 駅構造の変遷

#### 初代
歴史の節で既述の通り、開業当初の駅舎は、現在よりも東方の中央4丁目付近にあった。
駅構造は1面2線の島式プラットホームであり、駅舎も地上にある地上駅であった。これとは別に、西側に側線を1本備えていた。

#### 2代目
高度経済成長を迎え、輸送力増強及び将来の延伸に備えるため、1967年に現在の位置に移転した。島式ホーム2面4線の高架駅となり、1線は線路が引かれず将来拡張予定とされていた。北西方向に向けて線路を延長できる構造となっており、延伸時には当駅は中間駅となり、優等列車を待避できる構造となっていた。
千里線の北千里駅に次いで、日本で2番目に自動改札機が設置された。
1995年1月17日の、阪神・淡路大震災によって、駅舎全体が崩落するという惨事に見舞われる。駅ビル内にあった交番に勤務していた兵庫県警の警察官1名が犠牲となった。
このため、震災発生当日より、当駅の営業は休止となった。駅舎は再建されることが決定し、取り壊しと再建工事が行われた。
工事中は、１つ南の新伊丹駅での折り返し運転を経て、当駅南側400m付近に仮駅を設置して営業し、再建まで使用された。

#### 3代目(現在の駅舎)
現在の駅舎は、2代目と同じ位置に建設されたが、構造は先代から大きく変更された。構造は1面2線に縮小され、容易に延伸できる構造とはされなかった。線路の終端の先にコンコースが存在するため、事実上延伸は不可能である。延伸計画は2005年に免許が失効した。
改札内コンコースには、カプセルトイを販売するガチャガチャが設置されており、「ガチャガチャの駅」と称されている。改札内にあるため、利用には有効な乗車券または入場券が必要である。
その他の基本的な構造は、当節冒頭にて記述の通りである。

### のりば
行先案内では以下のように明記されているが、全列車が普通（各駅停車）塚口行のため、塚口以外の各駅へは同駅で乗り換えが必要となる。
| 号線 | 路線    | 行先                                 |
| ---- | ------- | ------------------------------------ |
| 1・2 | ■伊丹線 | 塚口・大阪梅田・神戸・京都・宝塚方面 |

通常は2号線が使用される。1号線から発車する列車は朝のラッシュ時と夕ラッシュ時から夜間にかけての一部のみで、その他の時間帯（主に午前中）は原則として車両の留置に使われる。

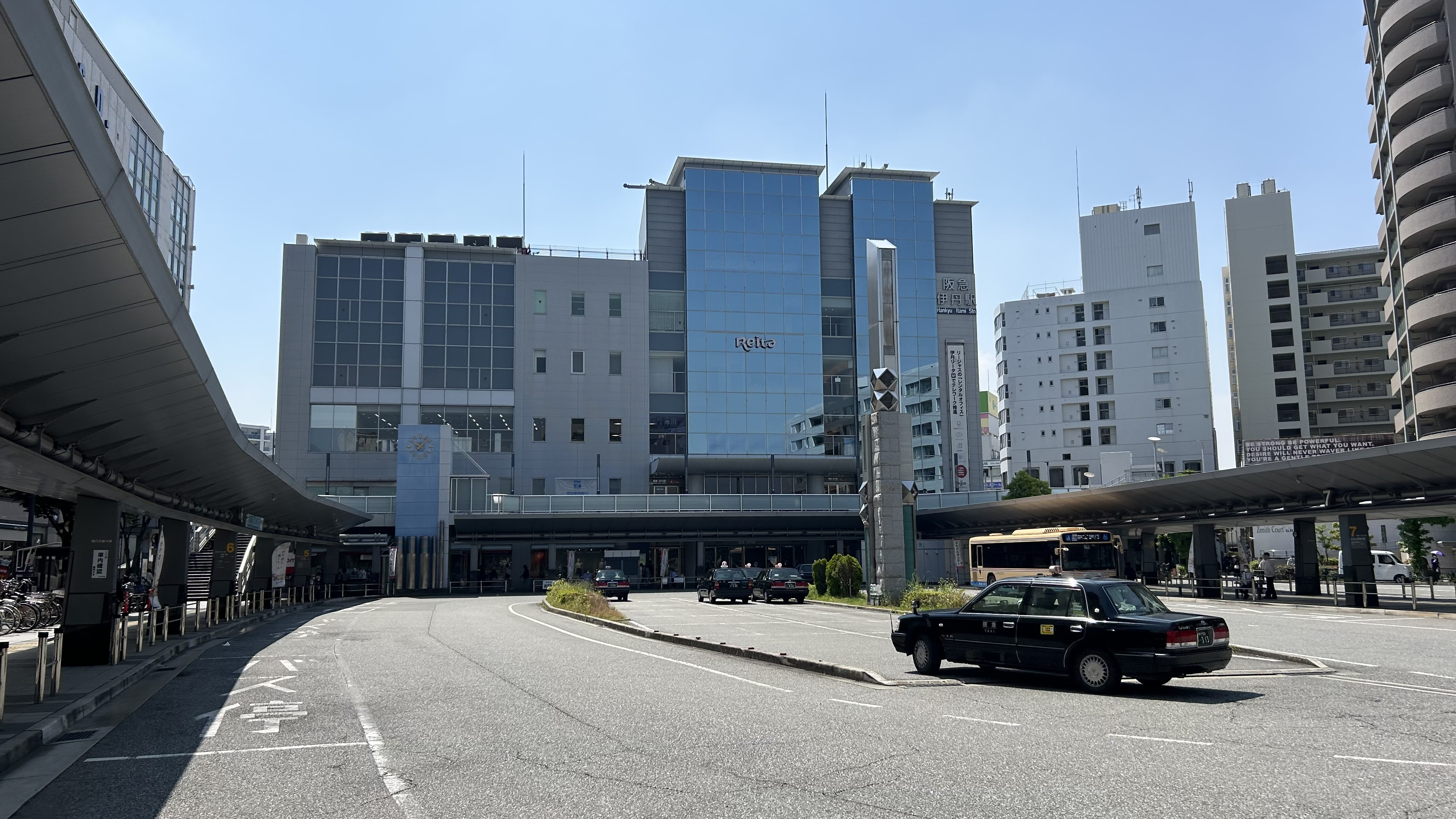
昼の駅ビル
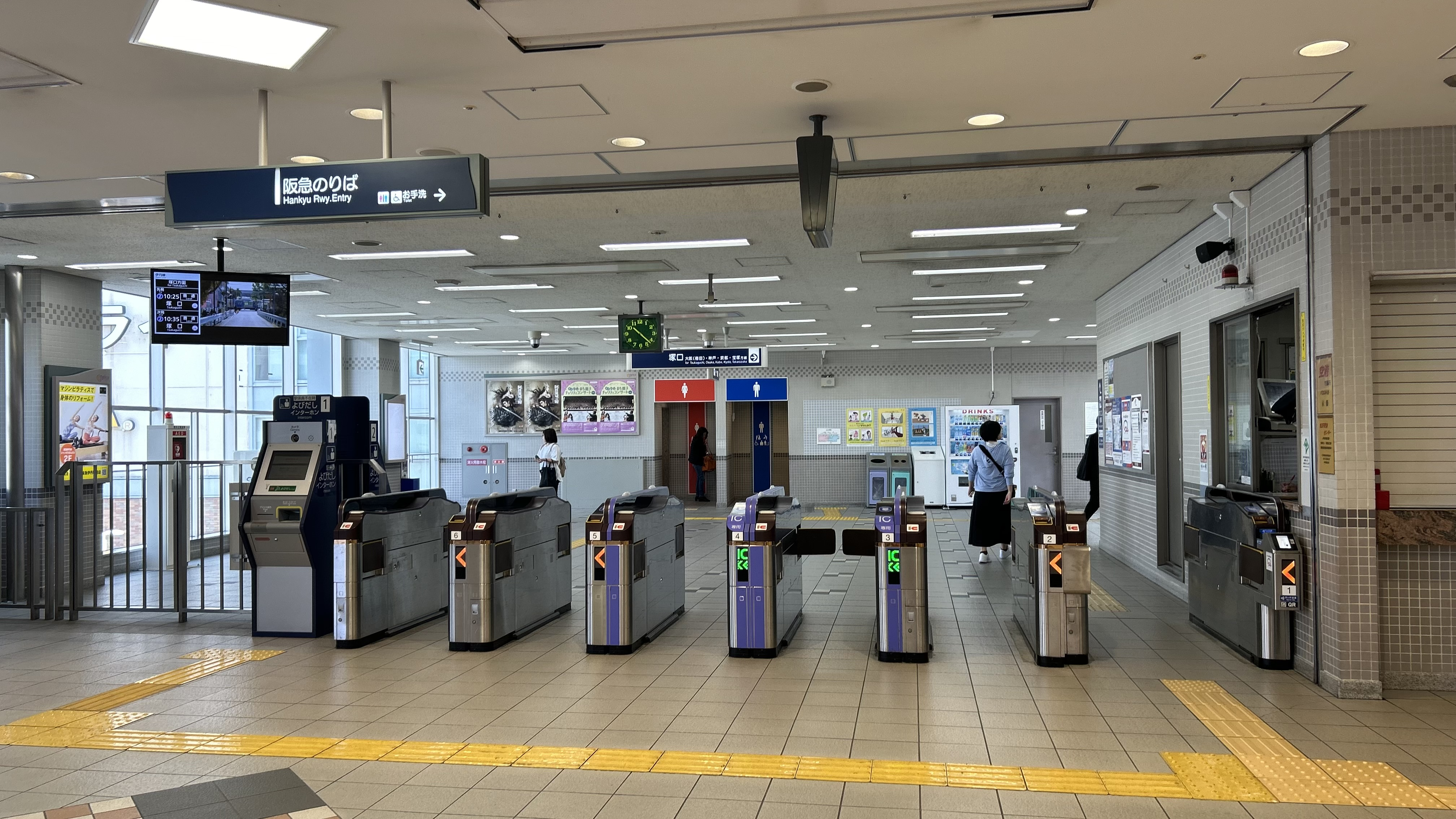
改札口
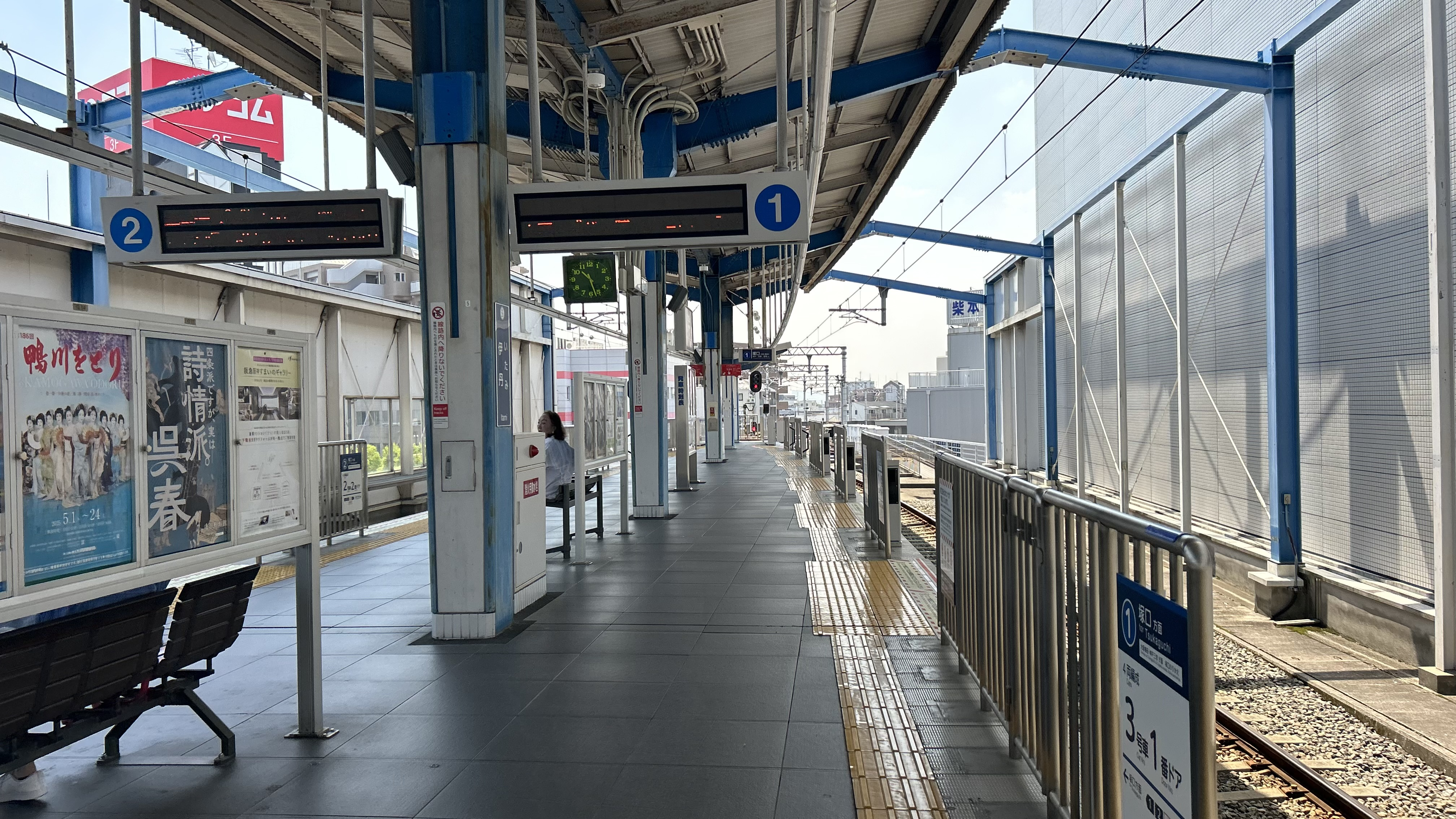
ホーム
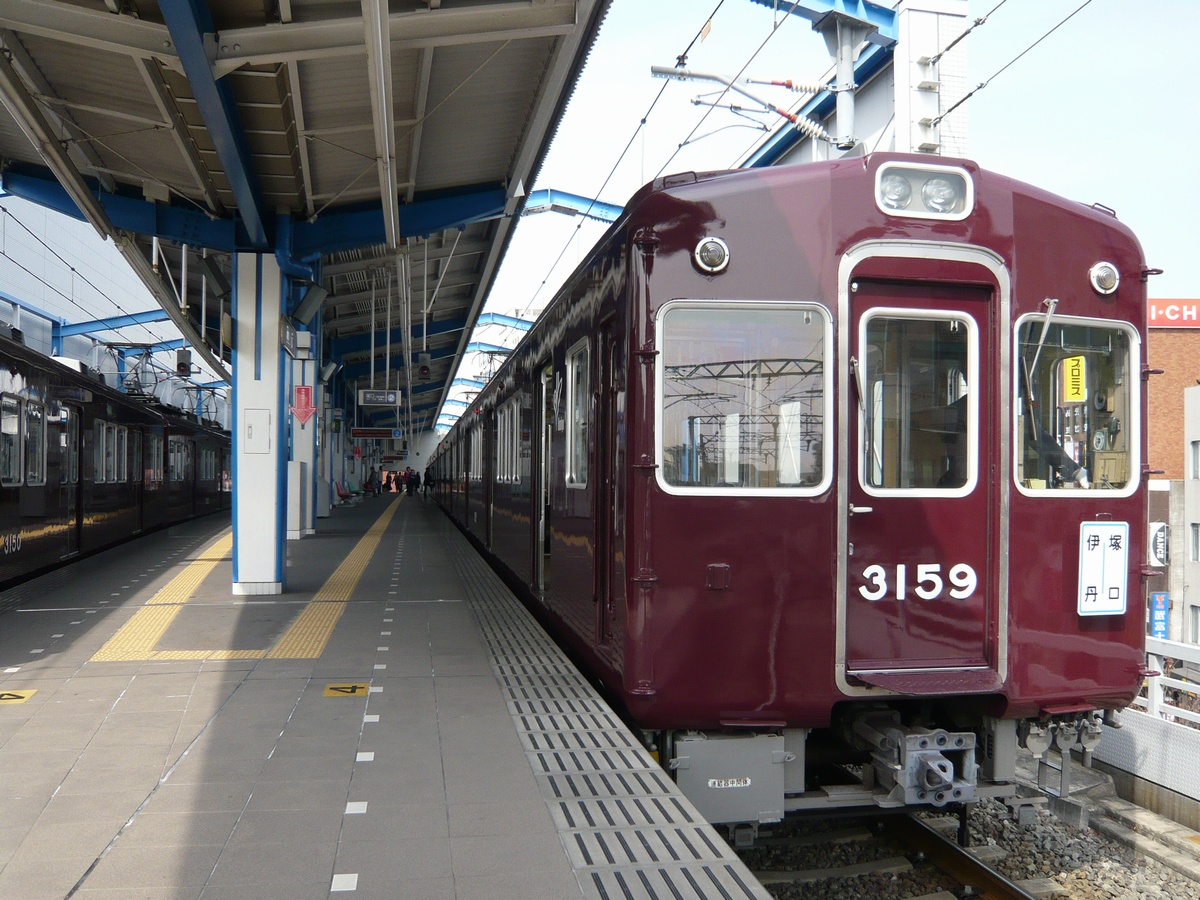
転落防止柵設置以前のプラットホーム（2008年3月）
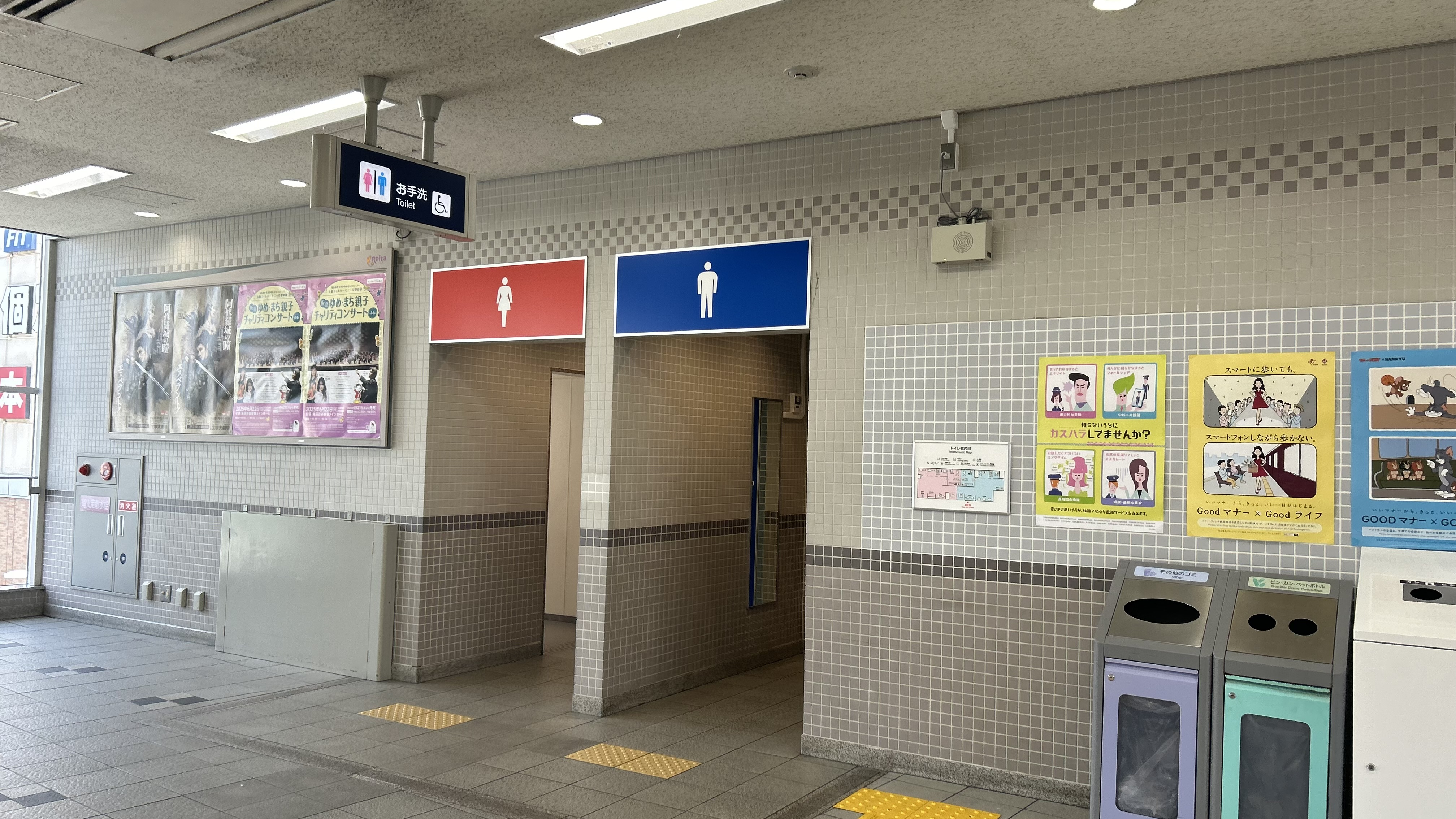
トイレ
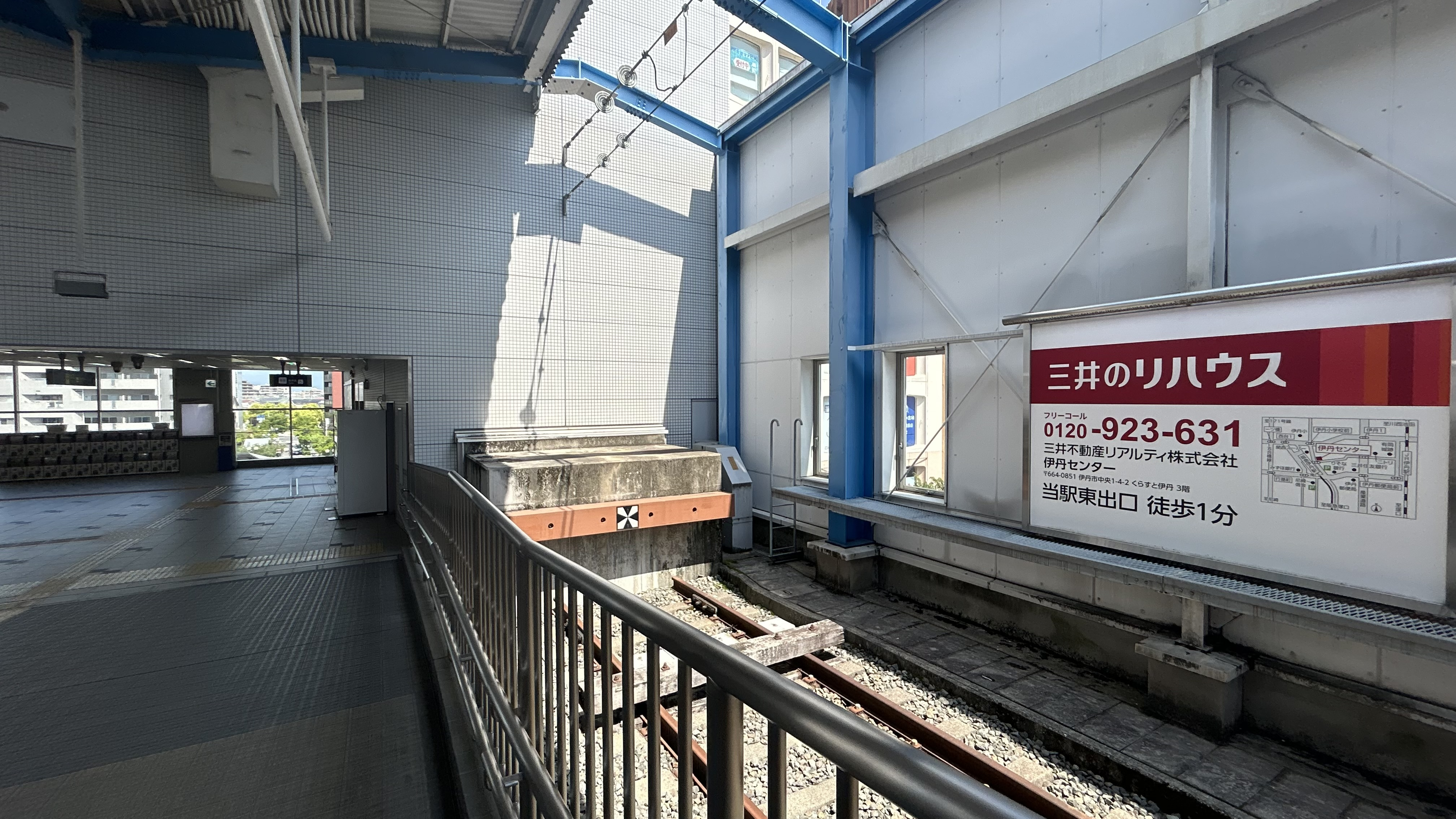
車止め
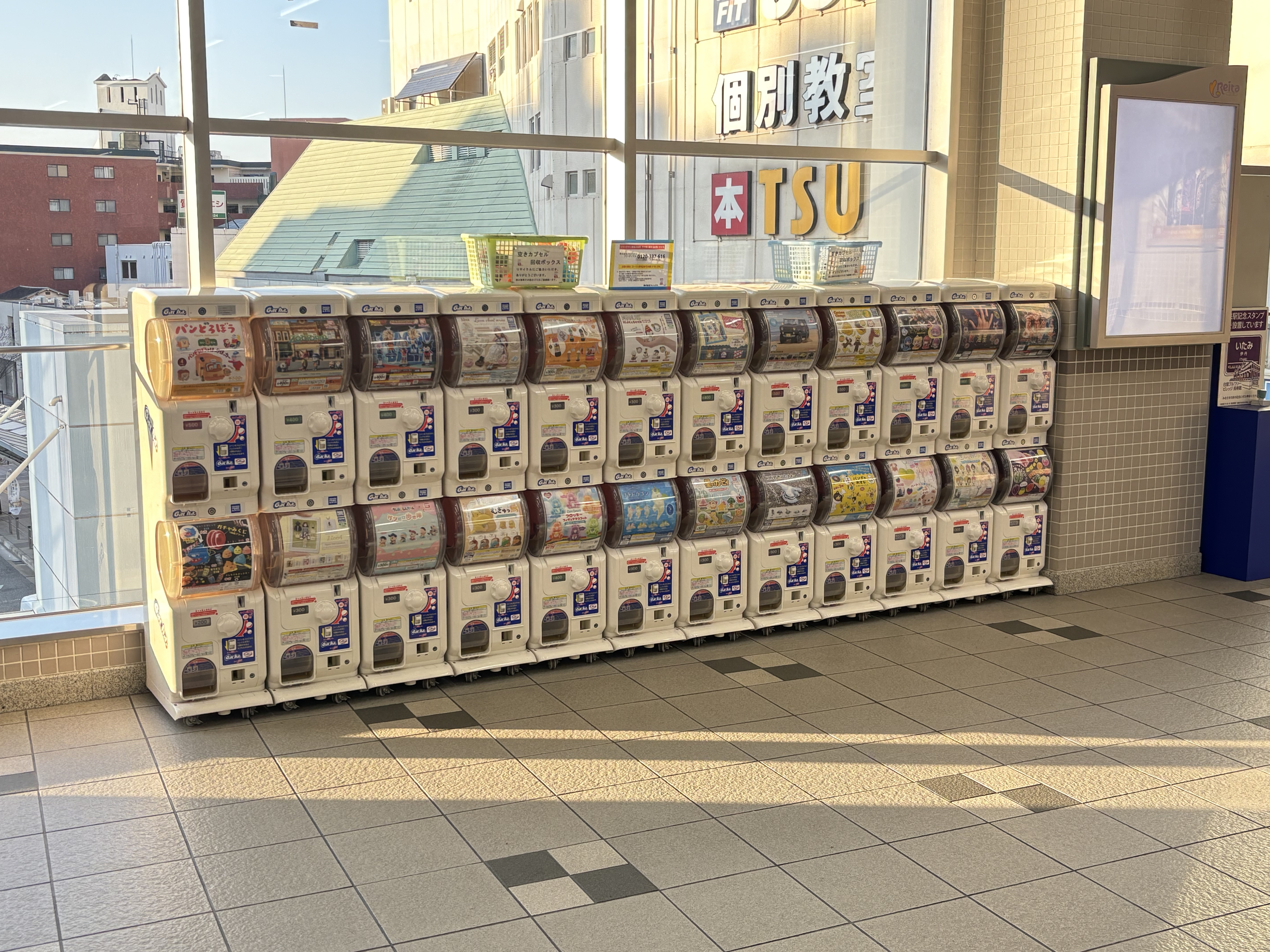
改札内に設置されたガチャガチャコーナー

## 利用状況
2023年の通年平均の乗降人員は20,569人である。阪急電鉄の駅としては第40位。
徒歩10分ほどの距離にあるJR福知山線（JR宝塚線）の伊丹駅と競合する関係にある。昭和期までは大規模な商業施設が集積していた当駅の方が優位な状態が続いていたが、震災発生後はそれらの相次ぐ閉店による都市機能の低下や、南側に離れた仮設駅での営業が続いたこと、JR宝塚線の輸送改善やイオンモール伊丹の開業などでJR伊丹駅の利便性が向上したことで、当駅の利用者数は劣勢になっている。
ただし、駅前には震災後に拡張された市内最大のバスターミナルが整備されており、市内各地や大阪国際空港（伊丹空港）などの周辺地域に向かう多数のバス路線が乗り入れているため、バスとの乗り換えの利便性は高い。
近年の1日平均乗降・乗車人員の推移は下表の通り。
| 年次               | 特定日   | 特定日   | 特定日   | 平日限定         | 平日限定         | 通年平均          | 通年平均          |
| 年次               | 調査日   | 乗降人員 | 乗車人員 | 1日平均 乗降人員 | 1日平均 乗車人員 | 通年平均 乗降人員 | 通年平均 乗車人員 |
| ------------------ | -------- | -------- | -------- | ---------------- | ---------------- | ----------------- | ----------------- |
| 2005年（平成17年） | 11月08日 | 23,773   | 11,772   | -                | -                | -                 | -                 |
| 2006年（平成18年） | 11月14日 | 23,326   | 11,612   | -                | -                | -                 | -                 |
| 2007年（平成19年） | 11月13日 | 23,772   | 11,767   | 23,443           | 11,675           | -                 | -                 |
| 2008年（平成20年） | 11月13日 | 23,828   | 11,846   | 23,951           | 11,942           | -                 | -                 |
| 2009年（平成21年） | 11月10日 | 24,153   | 11,481   | 23,523           | 11,724           | -                 | -                 |
| 2010年（平成22年） | 11月09日 | 23,090   | 11,496   | 23,504           | 11,723           | -                 | -                 |
| 2011年（平成23年） | 11月08日 | 23,933   | 11,949   | 23,984           | 11,955           | -                 | -                 |
| 2012年（平成24年） | 11月13日 | 24,257   | 12,062   | 24,275           | 12,109           | -                 | -                 |
| 2013年（平成25年） | 11月13日 | 24,075   | 11,934   | 24,512           | 12,233           | -                 | -                 |
| 2014年（平成26年） | 11月04日 | 24,066   | 11,960   | 24,635           | 12,314           | -                 | -                 |
| 2015年（平成27年） | 11月10日 | 25,077   | 12,513   | 24,880           | 12,418           | -                 | -                 |
| 2016年（平成28年） | 11月15日 | 24,601   | 12,224   | -                | -                | 22,593            | 11,289            |
| 2017年（平成29年） | 11月7日  | 24,789   | 12,380   | -                | -                | 22,946            | -                 |
| 2018年（平成30年） | 11月13日 | 25,245   | 12,640   | -                | -                | -                 | -                 |
| 2019年（令和元年） | 11月12日 | 25,178   | 12,560   | -                | -                | 23,072            | -                 |
| 2020年（令和2年）  |          |          |          | -                | -                | 17,179            | -                 |
| 2021年（令和3年）  |          |          |          |                  |                  | 17,396            | -                 |
| 2022年（令和4年）  |          |          |          |                  |                  | 19,149            | -                 |
| 2023年(令和5年）   |          |          |          |                  |                  | 20,569            | -                 |

## 駅周辺

### 商業施設
- 関西フードマーケット 本店

#### 阪急伊丹駅ビル『Reita（リータ）』
主要テナントは以下の通り。全てのテナントは公式サイト「フロアガイド」を参照のこと。
- いかり阪急伊丹店
- ローソン[注 4]
- マツモトキヨシ
- セリア
- なか卯
- マクドナルド
- サイゼリヤ
- 大阪王将
- 三菱UFJ銀行
- みなと銀行
- 池田泉州銀行（旧・池田銀行店舗）
- ECC外語学院
- 個別館

### 伊丹ショッピングデパート
近隣に本社を構える関西スーパーマーケットの親会社・関西フードマーケットが所有・運営するショッピングセンター。かつてはニチイ→サティが入居していた。2008年7月にリニューアルオープン。
主要テナントは以下の通り。全てのテナントは公式サイト「ショップガイド」を参照のこと。
- 関西スーパー 駅前店
- TSUTAYA
- ココカラファイン
- キャンドゥ
- パリミキ
- ジョイフィット
- 浜学園
- 河合塾マナビス

#### サンロード商店街

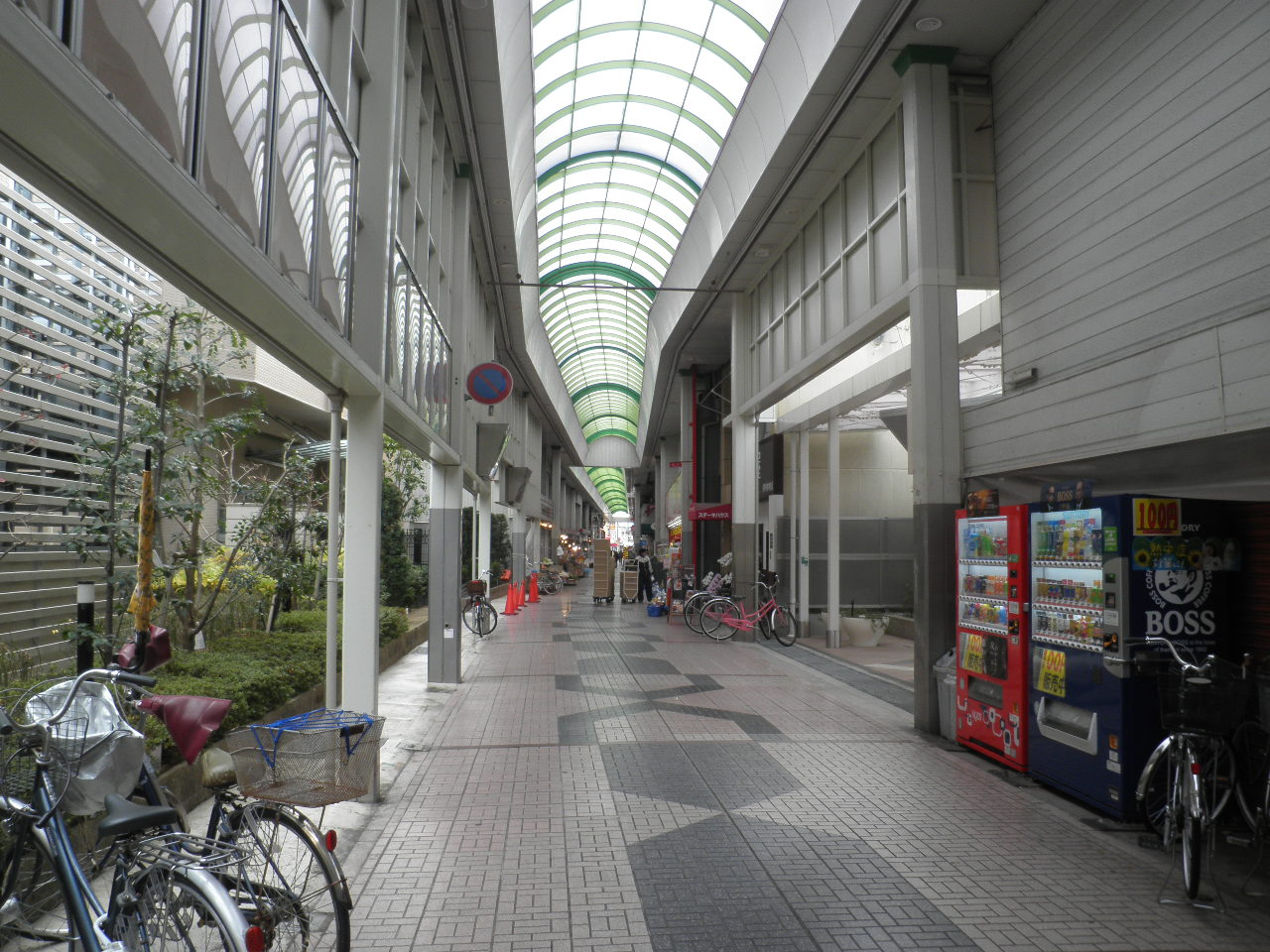
Viva伊丹商店街（2015年1月）

駅から東に延びる県道189号阪急伊丹停車場線沿いと、南方へ分岐する歩道沿いのアーケード。愛称は『Viva伊丹商店街』。
県道沿いには医院やパチンコ店等があり、関西スーパー（中央店、本社を併設）や個人が営む食料品店・雑貨店が軒を連ねている。閉店した商店の跡地にマンションが建っている区画もある。

##### 商業施設に関する補足
当駅周辺は古くから伊丹市の一大商業地として発展し、近隣にニチイ→サティやジャスコ、長崎屋、イズミヤといった大型の商業施設が立ち並んでいたが、いずれも既に閉店・撤退している。その後、ジャスコはJR伊丹駅前にイオンモール伊丹として改めて出店。サティは昆陽地区に開業したイオンモール伊丹昆陽が事実上の後継施設となった。
震災後の当駅周辺はスーパーやホテル、商店街、多目的ホールなどが集積する繁華街になっている。

#### 金融機関・郵便局
金融機関についてはいずれも特記しない限り「伊丹支店」である。
- みずほ銀行
- りそな銀行
- 三井住友銀行 伊丹支店・立花支店・塚口支店・園田支店  - ※2023年5月22日より、立花支店が、2024年12月16日より、塚口支店が、2025年8月18日より、園田支店が移転し共同店舗となった。
- SMBC日興証券
- 尼崎信用金庫
- 伊丹郵便局
  - ゆうちょ銀行 伊丹店
- 伊丹船原郵便局
- 伊丹行基郵便局

#### 文教施設
- みやのまえ文化の郷
  - 伊丹郷町館（旧岡田家住宅・旧石橋家住宅）
  - 新町家・伊丹市立工芸センター
  - 伊丹市立美術館
  - 柿衞文庫
- 伊丹市立図書館（ことば蔵）
- ブルワリーミュージアム
- 伊丹市立文化会館（東リ いたみホール）
- 伊丹アイフォニックホール
- 有岡城（岸の砦）跡
- 伊丹市立伊丹小学校
- 伊丹市立伊丹高等学校

### バス路線
伊丹市営バス
- 1番乗り場
  - 49系統：北野行（春日丘西・総監部前経由）
  - 50系統：三師団・交通局前行（北野・伊丹病院・住友前経由）
  - 51系統：鶴田団地行（春日丘西・総監部前経由）
  - 52系統：JR中山寺行（春日丘西・総監部前・鶴田団地経由）
  - 53系統：荻野南行（伊丹坂・総監部前経由）
- 2番乗り場
  - 2系統：荒牧バラ公園行（大鹿口・スポーツセンター前経由）
  - 13系統：山田行（大鹿口・伊丹市役所前経由）
  - 14系統：昆陽里行（大鹿口・伊丹市役所前経由）
  - 83系統：下河原行（大鹿口・JR北伊丹経由）
- 3番乗り場
  - 7系統：鴻池東行（小井内・池尻経由）
- 4番乗り場
  - 3系統：荒牧バラ公園行（伊丹市役所西・伊丹病院・住友前・サンシティ経由）
  - 5系統：JR中山寺行（伊丹市役所西・伊丹病院・住友前経由）
  - 11系統：三師団・交通局前行（伊丹市役所西・伊丹市役所前経由）
  - 17系統：西野武庫川センター前行（伊丹市役所西・昆陽池公園前経由）
  - 18系統：西野武庫川センター前行（札場辻・伊丹病院・住友前経由）
- 5番乗り場
  - 31系統：山本団地行（JR伊丹・総監部前経由）
  - 34系統：塚口行（近畿中央病院前経由）
  - 36系統：山田行（JR猪名寺・野間口経由）
  - 37系統：塚口行（堀池口・稲野経由）
- 6番乗り場
  - 22系統：岩屋循環（JR伊丹・神津経由）
  - 23系統：岩屋循環（クリーンランド廻り、JR伊丹・神津経由）
  - 25系統：大阪国際空港（伊丹空港）行（神津・宮川原橋経由）
  - 82系統：下河原行（天津・藤ノ木経由、土日祝日のみ）
- 9番乗り場
  - JR伊丹行

阪急バス
- 7番乗り場
  - 60系統（桃源台線）：北村行（総監部前経由）
  - 62系統（桃源台線）：阪急川西能勢口駅行（総監部前・南花屋敷経由）
  - 62系統（桃源台線）：JR伊丹行
- 8番乗り場
  - 82系統（岡町線）：伊丹営業所前行（平日のみ）
  - 82系統（岡町線）：阪急豊中駅行（イオンモール伊丹（JR伊丹駅東口）・宮川原橋経由）
  - 84系統（岡町線）：阪急豊中駅行（宮川原橋経由、土日祝日のみ）

なお、阪急バスは当駅の東にある県道13号尼崎池田線（産業道路）を走行する56系統（尼崎線、阪神尼崎・阪急川西能勢口駅方面）も利用可能で、当駅から約500m東にある「伊丹中央」バス停が最寄りとなる。

## 隣の駅
阪急電鉄
■伊丹線
新伊丹駅 (HK-19) - 伊丹駅 (HK-20)